# Kaia Wøien Nicolaisen
Kaia Wøien Nicolaisen, née le 23 novembre 1990 à Trondheim, est une biathlète norvégienne. 

## Carrière
Elle connait ses débuts en équipe nationale en 2010 et obtient la médaille d'argent de l'individuel aux Championnats d'Europe junior 2010. 
Lors des premières années de sa carrière, elle connait des problèmes respiratoires qui l'empêchent de réaliser les résultats souhaités.
Elle prend son premier départ en Coupe du monde en 2014 à Oslo. Elle marque ses premiers points sur le sprint de Pokljuka (29e) au début de la saison suivante en décembre.
Lors du relais simple mixte d'ouverture de la saison 2015-2016, elle gagne avec Lars Helge Birkeland à Östersund et obtient donc son premier podium, signant le seul succès de sa carrière dans l'élite. Lors de l'étape de Presque Isle, elle entre par deux fois dans le top 10 : le 11 février 2016, elle se classe 9e du sprint et le lendemain, elle termine 8e de la poursuite.
Elle prend sa retraite sportive à l'issue de la saison 2017-2018.

## Palmarès

### Championnats du monde
| Mondiaux \ Épreuve | Individuel | Sprint | Poursuite | Départ groupé | Relais | Relais mixte |
| 2016 Holmenkollen  | 72e        | —      | —         | —             | —      | —            |
| 2017 Hochfilzen    | 47e        | 45e    | 21e       | —             | 11e    | —            |

Légende :
- : première place, médaille d'or
- : deuxième place, médaille d'argent
- : troisième place, médaille de bronze
- — : non disputée par Nicolaisen

### Coupe du monde
- Meilleur classement général : 51e en 2017.
- Meilleur résultat individuel : 8e.
  - 2 podiums en relais : 1 deuxième place et 1 troisième place.
  - 1 podiums en relais simple mixte : 1 victoire.

#### Classement annuel en Coupe du monde
| Saison    | Classement général final |
| 2013-2014 | nc                       |
| 2014-2015 | 82e                      |
| 2015-2016 | 56e                      |
| 2016-2017 | 50e                      |
| 2017-2018 | 77e                      |

### Championnats d'Europe
- Médaille de bronze du relais mixte en 2018.

### Championnats du monde junior
- Médaille d'argent du relais en 2010.

### Championnats d'Europe junior
- Médaille d'argent de l'individuel en 2010.

### IBU Cup
- 2 podiums individuels.